# Juan Pablo Torres
Juan Pablo Torres Morell (* 17. August 1946 in Puerto Padre, Las Tunas; † 17. April 2005 in Miami) war ein kubanischer Jazzposaunist, Musikproduzent, Bandleader und Arrangeur. Es galt als einer der besten Posaunisten des Latin Jazz.

## Werdegang
Torres, der aus dem Nordosten Kubas stammte, spielte in seinem Heimatland seit 1967 im Orquesta Cubana de música moderna von Armando Romeu, dem auch Paquito D’Rivera, Arturo Sandoval und Chucho Valdés angehört hatten. Ab Mitte der 1970er-Jahre legte er eine Reihe von Latin-Jazz-Alben unter eigenem Namen vor. Er arbeitete in den folgenden Jahren in Kuba und später in den Vereinigten Staaten  u. a. mit Dizzy Gillespie, Don Cherry, Gato Barbieri, Mongo Santamaría, Slide Hampton, Astor Piazzolla, Steve Gadd, Charles Aznavour, Paquito D’Rivera, Arturo Sandoval, Hilton Ruiz, Néstor Torres und Giovanni Hidalgo. 2001 nahm Torres an dem Project Cuban Masters teil, wo er mit Cachao, Alfredito Valdés und Alfredo Chocolate Armenteros spielte; das resultierende Album Cuban Masters, Los Originales war für mehrere Latin Grammies nominiert.
Ferner arbeitete Torres ab den 1970er-Jahren als Produzent für die staatliche Plattenfirma EGREM. 1979 stellte er für deren Label Areito die All-Star-Formation Estrellas de Areito zusammen. 1984 lebte er in Italien, wo er Musik von Piazzolla für den Spielfilm Enrico IV von Marco Bellocchio einspielte. 1992 bekam er Gelegenheit, mit seiner Frau Elsa Lazo Torres für Auftritte nach Spanien zu reisen. Dort bekam er vom Musikkonservatorium Zaragossa die Möglichkeit, weiter in Spanien zu arbeiten, was ihn bewog, nicht mehr nach Kuba zurückzukehren. Im Jahr darauf zog er nach Miami, wo er bis zu seinem Tod durch einen Hirntumor im Jahr 2005 lebte.

## Diskographische Hinweise
- Identidad
- Algo Nuevo
- Son que Chévere
- Together Again - Juan Pablo Torres & Chucho Valdès